# Aeropuerto 2010
«Aeropuerto 2010» ("Airport 2010", en idioma original) es el vigésimo segundo episodio de la primera temporada de la serie de televisión estadounidense en formato falso documental Modern Family. Se estrenó el 5 de mayo de 2010 en la cadena ABC. El episodio fueron escritos por Bill Wrubel y Dan O'Shannon y dirigido por Jason Winer.
En este episodio, se narra a Gloria, que invita a toda la familia a una escapada a Hawái para el cumpleaños de Jay, para disgusto de Jay. Mientras espera su vuelo, Mitchell se da cuenta de que no tiene su billetera ni su identificación. Phil se ofrece a llevarlo de vuelta a casa, algo que molesta a Claire, que tiene miedo de volar. Manny es retenido para ser interrogado después de que su nombre coincida con un nombre en una lista de exclusión aérea y Haley coquetea con un niño mientras Dylan está atrapado dentro de la casa de Dunphy.
El episodio hace referencia a Lost, que fue invitada por Julie Bowen como Sarah Shephard. «Aeropuerto 2010» recibió críticas positivas de los críticos, con elogios específicos por la actuación de Ed O'Neill como Jay. A pesar de las críticas positivas, el episodio cayó tres veces del episodio de la semana pasada, «Travels with Scout», y fue visto por 9,48 millones de espectadores según Nielsen Media Research.

## Argumento
Para el cumpleaños de Jay (Ed O'Neill), Gloria (Sofia Vergara) planea unas vacaciones en Hawái para los dos; y luego lo sorprende al revelar que ha pagado para que venga toda la familia. Además de desear en secreto una escapada tranquila, Jay se pregunta si Gloria está evitando deliberadamente pasar tiempo a solas con él.
Mientras tanto, Mitchell (Jesse Tyler Ferguson) descubre que ha olvidado su billetera, que contiene su identificación, en casa. Culpa a Cameron (Eric Stonestreet) por no empacarlo, aunque Cameron señala que Mitchell nunca le pidió específicamente que lo hiciera. Phil (Ty Burrell) convence a Mitchell de que puede llevarlo a casa y volver a tiempo para hacer el vuelo. Esto molesta a Claire (Julie Bowen), que cree que su marido debería haber sabido lo nerviosa que la hace volar y que debería quedarse con ella. Ella visita el bar del aeropuerto para calmar sus nervios, donde ve a Jay y le asegura que Gloria lo ama.
Haley (Sarah Hyland) se da cuenta de un chico guapo y coquetea con él. Eventualmente, Haley descubre que chico tiene solo catorce años, para diversión con Alex (Ariel Winter). Mientras tanto, descuida un mensaje de texto de su novio Dylan (Reid Ewing), que está encerrado dentro de la casa de los Dunphys por accidente. Triste de que Haley se fuera, Dylan se había quedado dormido accidentalmente junto a su cama la noche anterior y quedó atrapado por el sistema de seguridad de Dunphy cuando la familia se fue a la mañana siguiente. En su intento de salir de la casa, activa la alarma.
Mientras espera en el aeropuerto, Claire se queja con Cameron de la incapacidad de Phil para prever sus necesidades. Cameron le dice que necesita ser más vocal en lugar de esperar que Phil lea su mente. Después de recuperar la billetera de Mitchell, Mitchell y Phil tienen una conversación paralela sobre Cameron en el coche, donde Phil le explica a Cameron que necesita tratar de recoger cuando Mitchell necesita ayuda, incluso si no la pide. Cuando llegan al aeropuerto, todos se disculpan con sus respectivos socios.
Mientras tanto, Manny (Rico Rodriguez) coincide con un nombre en una lista de exclusión aérea y es retenido para ser interrogado. Jay encuentra a Gloria y Manny en el área de espera, donde Manny está siendo interrogado. El guardia sospecha cuando ve que Manny tiene una fecha de regreso diferente a la de Gloria, algo que hace que Gloria le revele a Jay que quería pasar un tiempo a solas con él, por lo que Manny y el resto de la familia regresarán a casa varios días antes de que ella y Jay lo hagan. Al final, Manny y Gloria son autorizados para el vuelo y toda la familia aborda el avión a Hawái.

## Producción
El episodio fue escrito por Dan O'Shannon y Bill Wrubel, lo que lo convierte en su tercer crédito de escritura. Wrubel escribió anteriormente «The Bicycle Thief» y «Moon Landing», mientras que O'Shannon escribió anteriormente «Come Fly with Me» y «Undeck the Halls». El episodio fue dirigido por el director principal de la serie, Jason Winer. El episodio también está protagonizado por Reid Ewing como el personaje recurrente, Dylan.
Este episodio es el primero de un arco argumental de dos episodios en el que las tres familias para hacen un viaje a Hawái para celebrar el 63 cumpleaños de Jay.El episodio se filmó la semana del 1 al 7 de marzo de 2010.El episodio fue revelado por el cocreador y productor ejecutivo Steven Levitan a Michael Ausiello.